# Tabud
Tabud es un barrio rural  del municipio filipino de primera categoría de Bataraza perteneciente a la provincia  de Paragua en Mimaro,  Región IV-B.
En 2007 Tabud contaba con  910 residentes.

## Geografía
El municipio de Bataraza se encuentra situado en el extremo sur de la parte continental de la isla de Paragua,  775 kilómetros al suroeste de Manila y aproximadamente a 236 km de Puerto Princesa y a unas 5 o 6 horas de camino por tierra.
Este barrio, continetal, ocupa el extremo sur del municipio en la costa oeste de la isla.
Linda al norte, separado por punta Reposo, con el barrio de Tagolango situado en la costa occidental de la isla;
al sur con el barrio de Buliluyán;
al  este con los barrios de Puring y de  Tagnato;
y al oeste con la costa del mar de la China Meridional frente a la isla de  Capayas, que forma parte de este barrio.

### Demografía
El barrio  de Tabud  contaba  en mayo de 2010 con una población de 962 habitantes.
Comprende los sitios de Tamparán,  Valdez y Katipunán.

## Historia
Formaba parte de la provincia española de  Calamianes, una de las 35 del archipiélago Filipino, en la parte llamada de Visayas. Pertenecía a la audiencia territorial  y Capitanía General de Filipinas, y en lo espiritual a la diócesis de Cebú.
En 1858 la provincia  fue dividida en dos provincias: Castilla,  Asturias y la isla de Balábac. Este barrio pasa a formar parte de la provincia de Asturias.